# ماري ويلسون (ممثل)
ماري ويلسون (بالإنجليزية: Marie Wilson)‏ (و. 1974 – م) هي ممثلة، من كندا، ولدت في أثينا.

## وصلات خارجية
- ماري ويلسون على موقع IMDb (الإنجليزية)
- ماري ويلسون على موقع قاعدة بيانات الفيلم (الإنجليزية)